# ドゥーハン・ファン・デル・メルヴァ
ドゥーハン・ファン・デル・メルヴァ（Duhan van der Merwe、1995年6月4日 - ）は、ユナイテッド・ラグビー・チャンピオンシップエディンバラ・ラグビーに所属する南アフリカ・西ケープ州ジョージ出身のラグビーユニオン選手。スコットランド代表。

## プロフィール
- ポジションはウィング(WTB)。
- 身長 193cm、体重 106kg
- 兄のアッカーもラグビー選手[1](現・セール・シャークス)。
- U20南アフリカ代表に選ばれたことがある[2]。
- スコットランド代表キャップ数は23(2022年12月現在)。
- ブリティッシュ・アンド・アイリッシュ・ライオンズに選ばれたことがある[3]。

## 略歴
ブルー・ブルズ、モンペリエを経て、2017年、エディンバラに加入。
2021年、ウスター・ウォリアーズに加入。
2022年10月、ウスター・ウォリアーズ破産による活動休止に伴い、エディンバラに復帰。